# イスカンダリーヤ
イスカンダリーヤ（アラビア語: إسكندرية、Iskandariya）は、イラク中部の町であり、バグダードから南へ40Kmのところに位置し、西には、アンバール県、ユーフラテス川、南,北にはバビロン(現ムサイーブ),に隣接する。完全シーア派地区である。名称の由来は、アレクサンドロス3世からきている。南イラクの重要な地点であり、バグダード、カルバラ―、バビロンと、商業的な面で輸入などを行っている。
産業は、自動車産業や、電気熱駅施設や、設備電気プラント、機械産業などが行われている。

## 歴史
古代のイスカンダリーヤは、アレクサンドロス3世が亡くなったバビロンと、セレウキアの間に位置していた。アレクサンドロス３世の死後、ローマ帝国が侵略した。現在のところ、町の大部分はスラム街であり、建物は、煉瓦や泥、板金から構築されている。ムサイーブには、イラク最大の発電所がある。イスカンダリーヤ周辺に拠点を置いている軍需連合には、旧政権の軍需品の大半が収容されている。また、軍需品の工場のすべての労働者から自分の名前を受け取ったと呼ばれるイスカンダリーヤの建物も、存在する。

### サダム ・ フセインの核開発計画
80年代後半には、当時イスカンダリーヤは、アル・クァアー確立状態と呼ばれる状態となり、核開発のため、軍需工場で埋め尽くされた。そして、サダム・フセインの核開発の重要な要素を持ったところという事が、国連兵器査察団と国際原子力機関 (IAEA)によって分かった。1989年、ジャーナリストファーザド・バゾフォートは、イスカンダリーヤの軍需工場で、7000人を殺害しようとした計画について、調査していたところ、逮捕され、イラクの当局によって処刑された。

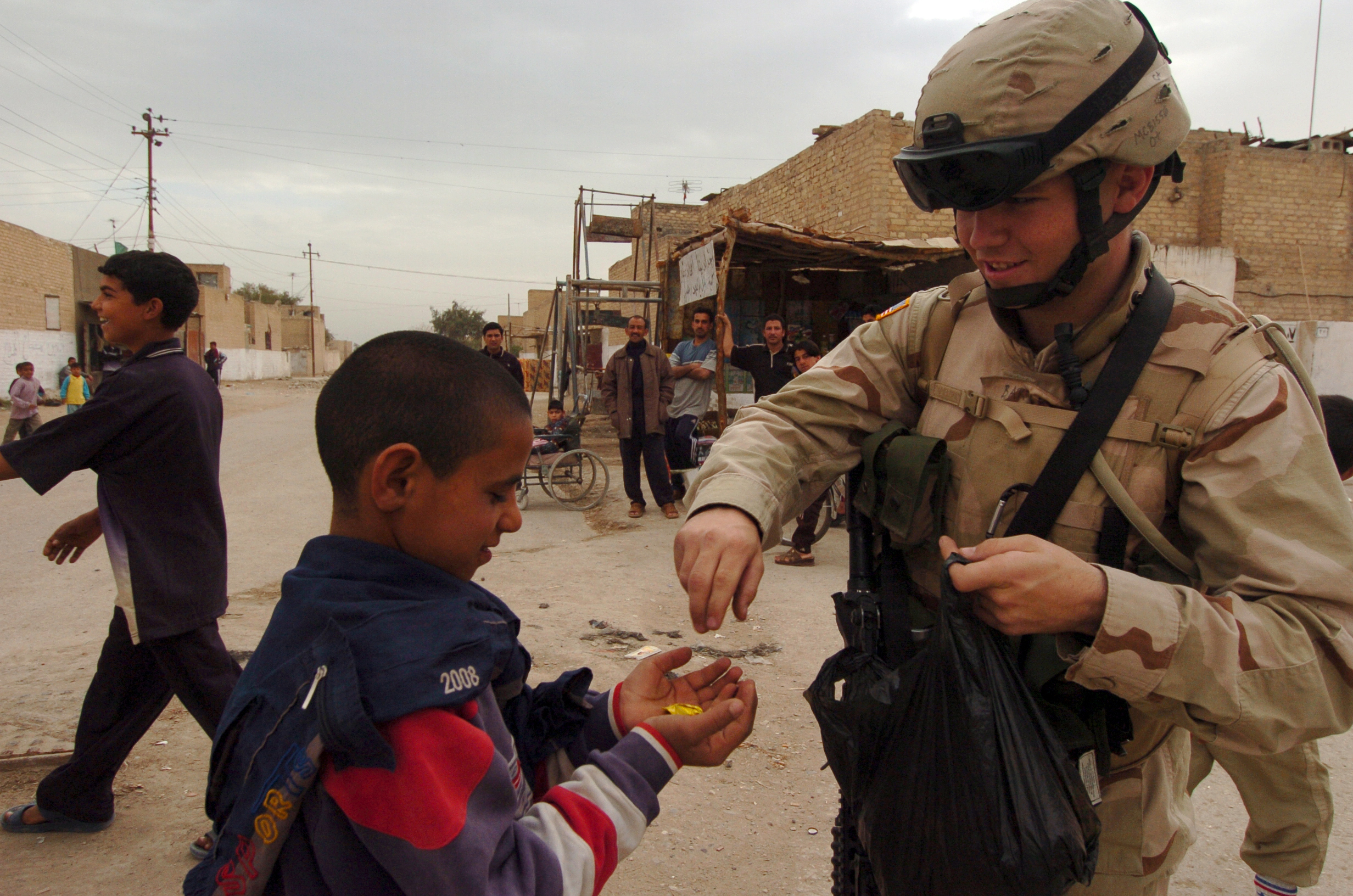
子供にキャンディーをあげるアメリカ軍の兵士。

### イラク戦争時(2003年の出来事)

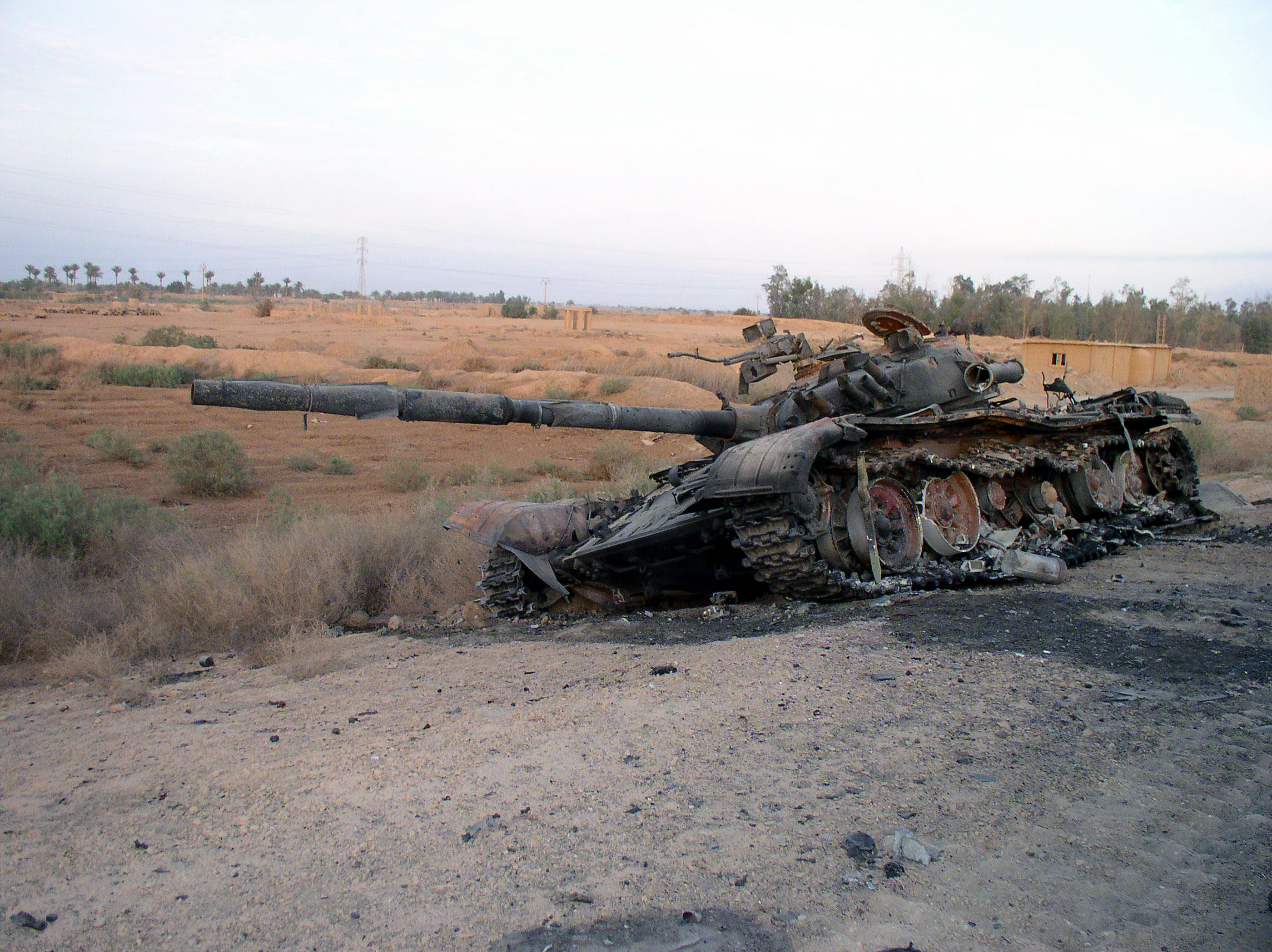
イラク戦争時に使われ、イスカンダリーヤに廃棄された戦車。

イスカンダリーヤは、イラク戦争時、軍事基地を所有していた。そのため、イラクへの2003年の侵攻時はアメリカ軍のターゲットとされ、その後、サダム・フセインが率いるイラク軍とアメリカ軍の反乱が何度が続き、後にイスカンダリーヤに、米国軍事施設フォーワード・オペレーティング・ベース・イスカンダリーヤが2003年に設立された。2003年6月19日には、アメリカの医療旅団の軍用救急車が、イラク側によってロケットランチャーで爆撃され旅団の兵士が死亡した事件が起こり、さらに2004年1月27日、2月4日のアメリカ軍の爆撃で、多数の死者を出した。さらに2007年5月11日の爆撃では、アメリカの旅団18憲兵旅団の兵士が死亡した。2007年2月10日には、イスカンダリーヤの警察署の前で車爆弾によるイスラーム過激派によるテロ事件が発生し、少なくとも45人の死者を出し、150人の負傷者を出した。2016年3月25日には、イスカンダリーヤのサッカースタジアムでISILによるテロ事件が発生し、少なくとも、31人の死者を出し、70人以上の負傷者を出した。上記のようにイラク戦争時には爆撃やテロで沢山の死者を出したが、イラク戦争終結後もイスラーム過激派などのテロ事件などが、依然として続いている。